# ده‌باله‌ها
ده‌باله‌ها (نام علمی: Decapterus) نام یک سرده از تیره گیش‌ماهیان است.